# Leopoldia bicolor
Leopoldia bicolor är en sparrisväxtart som först beskrevs av Pierre Edmond Boissier, och fick sitt nu gällande namn av Alexander Eig och Naomi Feinbrun. Leopoldia bicolor ingår i släktet Leopoldia och familjen sparrisväxter. Inga underarter finns listade i Catalogue of Life.

## Bildgalleri

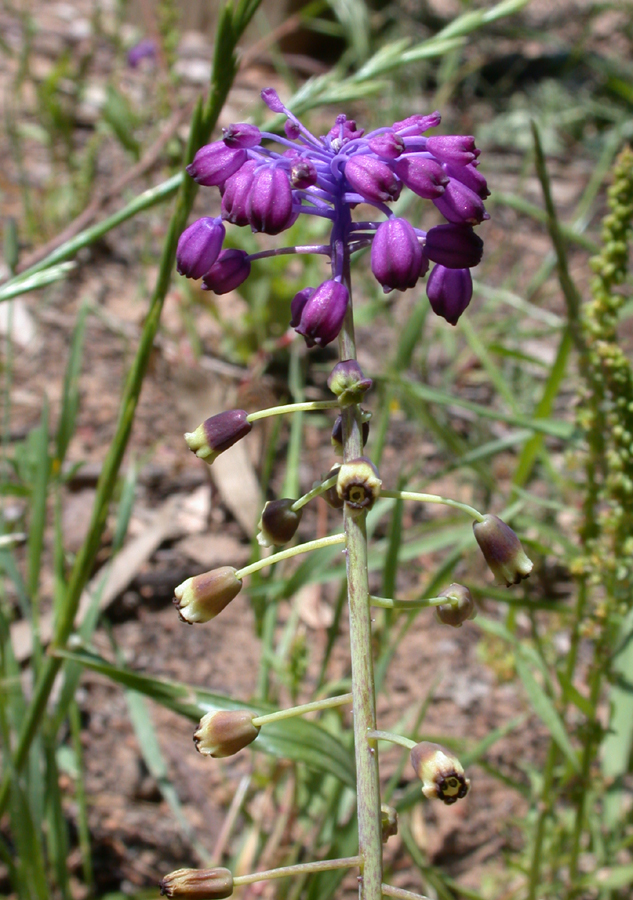